# Gioya Lancee
Gioya Lancee (Utrecht, 1 januari 1999) is een Nederlands langebaanschaatsster en shorttrackster.

## Carrière
Op 31 januari 2016 schaatste Lancee bij de WK shorttrack junioren 2016 in 4.17,67 samen met Suzanne Schulting, Tineke den Dulk en Avalon Aardoom het Nederlands juniorenrecord 3000 meter shorttrack in Sofia. Bij de WK shorttrack voor junioren 2017 in Innsbruck brak zij haar scheen- en kuitbeen, waardoor ze veertien maanden niet heeft geschaatst.
Op het Nederlands kampioenschap shorttrack 2020 werd ze zesde, op de Nederlandse kampioenschappen schaatsen allround 2021 (langebaan) zevende en op het Nederlands kampioenschap shorttrack 2021 vierde. In seizoen 2021/2022 schaatste ze voor Team Worldstream-Corendon. In 2022 kwam Lancee ten val waarna ze lange tijd moest revalideren.

## Persoonlijke records[3]
| Afstand    | Tijd    | Datum            | Baan       |
| ---------- | ------- | ---------------- | ---------- |
| 500 meter  | 38,97   | 23 oktober 2021  | Heerenveen |
| 1000 meter | 1.16,03 | 28 december 2020 | Heerenveen |
| 1500 meter | 1.56,15 | 29 oktober 2021  | Heerenveen |
| 3000 meter | 4.06,25 | 27 december 2020 | Heerenveen |
| 5000 meter | 7.32,50 | 22 november 2020 | Heerenveen |

## Resultaten
| Jaar | NK Afstanden                                 | NK Allround            |
| ---- | -------------------------------------------- | ---------------------- |
| 2020 | 15e 1500m                                    |                        |
| 2021 |                                              | 7e (4e, 12e, 5e, 8e)   |
| 2022 | 10e 1500m 5e massastart                      | 8e · (, 9e, 9e, 8e)    |
|      |                                              |                        |
| 2024 | 14e 1000m 12e 1500m 16e 3000m 13e massastart | NC13 (8e, 12e, 17e, -) |
| 2025 | 11e 1000m 8e 1500m 12e 3000m 9e massastart   | 7e · (, 8e, 6e, 8e)    |